# Referéndum constitucional y consulta popular de Ecuador de 2024
El referéndum constitucional y consulta popular de Ecuador de 2024 fueron un proceso electoral que se realizó el domingo 21 de abril de 2024 en Ecuador para reformar la constitución y consultar a la ciudadanía sobre temas de importancia nacional. La consulta fue anunciada en enero de 2024 por el presidente Daniel Noboa. La papeleta de votación constó de once preguntas para que los votantes puedan aprobar o rechazar.

## Reforma constitucional
1. El 7 de diciembre de 2022, el entonces presidente Guillermo Lasso presentó un proyecto de reforma constitucional para enmendar el artículo 158 de la Constitución y permitir la participación de las Fuerzas Armadas en la seguridad interna del país.[1]
2. El 14 de marzo de 2023 se realizó el primer debate del proyecto de reforma constitucional sobre el rol de Fuerzas Armadas en la seguridad interna.[2]
3. El 21 de diciembre de 2023, de manera unánime la Asamblea Nacional aprobó la reforma constitucional.[3]

Debido a que este mecanismo de reforma constitucional está regido por el artículo 442 de la Constitución, después de esta aprobación en la Asamblea Nacional, es necesario que el Consejo Nacional Electoral convoque a referéndum aprobatorio máximo 45 días después de la aprobación legislativa.
El 6 de febrero de 2023, la Corte Constitucional emitió dictamen favorable para consultar esta pregunta en el expediente 7-22-RC/24.

## Enmienda constitucional
El gobierno de Daniel Noboa solicitó en dos ocasiones un dictamen de la Corte Constitucional previo a convocar a consulta popular y referéndum.

### Primer paquete
El 2 de enero de 2024, el presidente Noboa presentó un pedido de consulta popular y referéndum con 11 preguntas que la Corte Constitucional debe calificar previo a la convocatoria formal.
| N.º | Pregunta | Anexo                                                              | Respuesta de la Corte Constitucional                          |
| --- | --- | ------------------------------------------------------------------ | ------------------------------------------------------------- |
| 1   | ¿Está usted de acuerdo con que las Fuerzas Armadas inicien acciones para prevenir y erradicar la actividad de organizaciones criminales trasnacionales que operan dentro y fuera del territorio nacional, conforme el Anexo de la pregunta 1? | Anexo: El Ejecutivo enviará un proyecto de ley con esta redacción. | Negado para consulta                                          |
| 2   | ¿Está usted de acuerdo con que las Fuerzas Armadas realicen control de armas, municiones, explosivos y accesorios, permanentemente, en las rutas, caminos, vías y corredores autorizados para el ingreso a los centros de rehabilitación social? | Anexo: El Ejecutivo enviará un proyecto de ley con esta redacción. | Aprobado para ser consultado                                  |
| 3   | ¿Está usted de acuerdo con que los miembros de las Fuerzas Armadas, la Policía Nacional, y el Cuerpo de Seguridad y Vigilancia Penitenciaria, no sean privados de su libertad, o se les ordene arresto domiciliario, mientras dure la investigación o proceso penal por sus actos ejecutados con el uso de la fuerza, reformando el Código Orgánico Integral Penal conforme el Anexo de la pregunta 3?                                                                                           | Anexo: El Ejecutivo enviará un proyecto de ley con esta redacción. | Negado para consulta                                          |
| 4   | ¿Está usted de acuerdo con que se incrementen las penas de los delitos de: (i) terrorismo y su financiación, (ii) producción y tráfico ilícito de sustancias catalogadas sujetas a fiscalización, (iii) delincuencia organizada, (iv) asesinato, (v) sicariato, (vi) trata de personas, (vii) secuestro extorsivo, (viii) tráfico de armas, (ix) lavado de activos y (x) actividad ilícita de recursos mineros, reformando el Código Orgánico Integral Penal conforme el Anexo de la pregunta 4? | Anexo: El Ejecutivo enviará un proyecto de ley con esta redacción. | Aprobado para ser consultado                                  |
| 5   | ¿Está usted de acuerdo con que las personas privadas de la libertad cumplan la totalidad de su pena dentro del centro de rehabilitación social en los delitos detallados en el Anexo de la pregunta 5, reformando el Código Orgánico Integral Penal conforme consta en el referido Anexo? | Anexo: El Ejecutivo enviará un proyecto de ley con esta redacción. | Aprobado para ser consultado                                  |
| 6   | ¿Está usted de acuerdo con que se tipifique el delito de tenencia o porte de armas, municiones o componentes que son de uso privativo de las Fuerzas Armadas o la Policía Nacional, sin afectar a las armas de fuego permitidas para uso civil, reformando el Código Orgánico Integral Penal conforme el Anexo de la pregunta 6? | Anexo: El Ejecutivo enviará un proyecto de ley con esta redacción. | Aprobado para ser consultado                                  |
| 7   | ¿Está usted de acuerdo con que las armas, sus partes o piezas, explosivos, municiones o accesorios que fueron instrumentos u objeto material de un delito, puedan destinarse al uso inmediato de la Policía Nacional o las Fuerzas Armadas, reformando el Código Orgánico Integral Penal conforme el Anexo de la pregunta 7? | Anexo: El Ejecutivo enviará un proyecto de ley con esta redacción. | Aprobado para ser consultado                                  |
| 8   | ¿Está usted de acuerdo con que se evalúe a las servidoras y los servidores de la Función Judicial, incluyendo una auditoría a sus declaraciones patrimoniales, conforme el Anexo de la pregunta 8? | Anexo: El Ejecutivo enviará un proyecto de ley con esta redacción. | Negado para consulta                                          |
| 9   | ¿Está usted de acuerdo con que el Estado proceda a ser el titular (propietario) de los bienes de origen ilícito o injustificado, simplificando el procedimiento de la Ley Orgánica de Extinción de Dominio, conforme el Anexo de la pregunta 9? | Anexo: El Ejecutivo enviará un proyecto de ley con esta redacción. | Aprobado para ser consultado                                  |
| 10  | ¿Está usted de acuerdo en que se reformen los procedimientos de inadmisión, deportación y expulsión de extranjeros, para controlar la migración y fortalecer la seguridad del Estado, conforme el Anexo de la pregunta 10? | Anexo: El Ejecutivo enviará un proyecto de ley con esta redacción. | Negado para consulta                                          |
| 11  | ¿Está usted de acuerdo con que se permita el funcionamiento de casinos, salas de juego, casas de apuestas o negocios dedicados a la realización de juegos de azar, bajo las condiciones que se detallan en el Anexo de la pregunta 11? | Anexo: El Ejecutivo enviará un proyecto de ley con esta redacción. | El 17 de enero el Gobierno Nacional desistió de esta pregunta |

### Segundo paquete
El 9 de enero de 2024, el Gobierno Nacional presentó un segundo paquete de preguntas de referéndum.
| Nª | Pregunta | Anexo                                                              | Respuesta de la Corte Constitucional |
| -- | --- | ------------------------------------------------------------------ | ------------------------------------ |
| 1  | ¿Está usted de acuerdo con permitir la extradición de ecuatorianos, con las condiciones, requisitos, restricciones e impedimentos establecidos en la Constitución, los instrumentos internacionales y en la Ley, enmendando la Constitución y reformando las leyes, conforme el Anexo 1? | Anexo: Redacción de artículos constitucionales                     | Aprobado para ser consultado         |
| 2  | ¿Está usted de acuerdo en que se enmiende la Constitución y se reforme la Ley Orgánica de Extinción de Dominio para que se permita despojar a los delincuentes de los activos de origen ilícito, delictivo o injustificado, conforme se detalla en el Anexo 4? | Anexo: El Ejecutivo enviará un proyecto de ley con esta redacción. | Negado para consulta                 |
| 3  | ¿Está usted de acuerdo en que, para erradicar la minería ilegal, se declaren a las zonas mencionadas en el Anexo 5, como territorios de interés nacional, con la finalidad de evaluar, por una sola vez, la pertinencia de revocar concesiones mineras, para garantizar el correcto aprovechamiento de recursos minerales y combatir el crimen organizado?                                                                                          | Anexo: El Ejecutivo enviará un proyecto de ley con esta redacción. | Negado para consulta                 |
| 4  | ¿Está usted de acuerdo con permitir que el Presidente de la República pueda calificar de leyes urgentes proyectos de ley que no solo se refieran a la materia económica, enmendando la Constitución y reformando las leyes, conforme el Anexo 6? | Anexo: El Ejecutivo enviará un proyecto de ley con esta redacción. | Negado para consulta                 |
| 5  | ¿Está usted de acuerdo en que el Presidente de la República pueda conceder indultos durante la sustanciación de las causas penales a los servidores de la Policía Nacional, Fuerzas Armadas o del Cuerpo de Seguridad y Vigilancia Penitenciaria a quienes se haya imputado un delito relacionado con el uso de la fuerza en contra de sospechosos de delitos, de acuerdo con el Anexo 7?                                                           | Anexo: El Ejecutivo enviará un proyecto de ley con esta redacción. | Negado para consulta                 |
| 6  | ¿Está usted de acuerdo con el establecimiento de judicaturas especializadas en materia constitucional, tanto en primera como en segunda instancia, para el conocimiento de las garantías jurisdiccionales que les corresponda, enmendando la Constitución y reformando la Ley Orgánica de Garantías Jurisdiccionales y Control Constitucional, de acuerdo con el Anexo 8?                                                                           | Anexo: El Ejecutivo enviará un proyecto de ley con esta redacción. | Aprobado para ser consultado         |
| 7  | ¿Está usted de acuerdo que el Estado ecuatoriano promueva la inversión extranjera y reconozca el arbitraje internacional como método para solucionar controversias en materia de inversión, contractuales o comerciales, de manera que se ofrezca a los inversores extranjeros un entorno apropiado de seguridad jurídica que genere mayores oportunidades de empleo y afiancen la dolarización, de acuerdo con el Anexo 9?                         | Anexo: El Ejecutivo enviará un proyecto de ley con esta redacción. | Aprobado para ser consultado         |
| 8  | ¿Está usted de acuerdo con que el personal de Fuerzas Armadas y la Policía Nacional, respetando el principio constitucional de unidad jurisdiccional, en el caso de los delitos cometidos dentro de su misión, sean juzgados en todas las etapas procesales por jueces especializados exclusivamente en materia penal militar y policial, pertenecientes a la misma Función Judicial a través de legislación específica de acuerdo con el Anexo 10? | Anexo: El Ejecutivo enviará un proyecto de ley con esta redacción. | Negado para consulta                 |
| 9  | ¿Está usted de acuerdo con que se enmiende la Constitución y se reforme el Código de Trabajo para regular los contratos de trabajo a plazo fijo y por horas, cuando se celebre por primera vez entre el mismo empleador y trabajador, sin afectar los derechos adquiridos de los trabajadores de acuerdo con el Anexo 11? | Anexo: El Ejecutivo enviará un proyecto de ley con esta redacción. | Aprobado para ser consultado         |

El 6 de febrero de 2024, la Corte Constitucional emitió dictamen favorable a las preguntas de referéndum en el expediente 1-24-RC/24A. No obstante, condicionó su procedencia a que el Presidente de la República efectúe cambios concretos y verificables en cada una de las propuestas para garantizar claridad y lealtad frente al electorado.

## Cuestionario aprobado
Tras los dictámenes de la Corte Constitucional, el listado definitivo de preguntas decretado por el presidente Noboa en los decretos 162 y 163, es el siguiente:

### Reforma Parcial
| N.º | Pregunta | Anexo |
| --- | --- | --- |
| A   | ¿Está usted de acuerdo con que se permita el apoyo complementario de las Fuerzas Armadas en las funciones de la Policía Nacional para combatir el crimen organizado, reformando parcialmente la Constitución de conformidad con lo previsto en el Anexo 1? | Artículo 1.- Refórmese el texto del artículo 158 añadiendo, después del segundo inciso, lo siguiente: “A fin de contar con el apoyo complementario de las Fuerzas Armadas a las funciones de la Policía Nacional, la o el Presidente de la República, previa solicitud del Comandante General de la Policía, convocará de forma inmediata al Consejo Nacional de Seguridad Pública y del Estado o al organismo que haga de sus veces, con la finalidad de realizar un informe motivado que establezca la pertinencia, casos y el ámbito de actuación del apoyo complementario solicitado. La o el Presidente de la República, con base en el informe emitido, suscribirá, de forma inmediata, el decreto ejecutivo, disponiendo el apoyo complementario y subsidiario de las Fuerzas Armadas a la Policía Nacional, con sujeción a los principios de excepcionalidad, proporcionalidad y razonabilidad, así como, a los estándares internacionales de derechos humanos de extraordinariedad, complementariedad, fiscalización y regulación. Las funciones de coordinación serán subordinadas a las disposiciones de la o el Presidente de la República y se ceñirá a los delitos de narcotráfico, lavado de activos, tráfico de armas, tráfico de personas, terrorismo, minería ilegal, extorsión e intimidación, delincuencia organizada. De igual forma, el apoyo complementario podrá brindarse cuando existe grave conmoción interna en el sistema penitenciario. La intervención complementaria y excepcional de las Fuerzas Armadas, se podrá realizar por un término máximo de ciento ochenta días con una renovación por el término máximo de treinta días en caso de que las causas que motivaron la emisión del decreto persistan. La o el presidente de la República dentro del plazo de veinticuatro horas siguientes a la suscripción del decreto Ejecutivo, notificará a la Corte Constitucional y a la Asamblea Nacional para el correspondiente control constitucional y político posterior. Las autoridades, así como, las servidoras y servidores públicos serán responsables por cualquier abuso que hubieran cometido en el ejercicio de sus facultades y competencias durante la vigencia del apoyo excepcional, complementario,proporcional y fiscalizable de las Fuerzas Armadas a la Policía Nacional. Las servidoras y servidores de las Fuerzas Armadas y la Policía Nacional se formarán bajo los fundamentos de la democracia y de los derechos humanos, y respetarán la dignidad y los derechos de las personas sin discriminación alguna con apego irrestricto al ordenamiento jurídico”. Artículo 2.- Añádase a continuación de la disposición general segunda de la Constitución de la República del Ecuador, la siguiente disposición: “Disposición General Tercera. - La Corte Constitucional de oficio deberá efectuar un control formal y material constitucional posterior de los decretos que disponga el apoyo complementario de las Fuerzas Armadas a las tareas de la Policía Nacional en el ámbito de la Seguridad Interna y de los que se dicten con fundamento en éste”. Artículo 3.- Añádase a continuación de la disposición transitoria primera de la enmienda constitucional publicada en el Registro Oficial 653, del 21 de diciembre del 2015, las siguientes disposiciones: “Disposición Transitoria Segunda. - En el plazo de doscientos días, contados a partir de la entrada en vigencia de la presente reforma parcial, la Asamblea Nacional aprobará el marco normativo que desarrolle los parámetros, límite[s] formales y materiales del apoyo complementario de las Fuerzas Armadas a la Policía Nacional. Disposición Transitoria Tercera.- A partir de la entrada en vigencia de la presente reforma parcial, el personal de las Fuerzas Armadas, así como, el personal que realiza el servicio cívico militar voluntario recibirán, de forma permanente y continua, capacitación jurídica, técnica y estratégica, con énfasis en derechos humanos y fundamentales, en el ámbito de la protección interna y mantenimiento del orden público; lo cual deberá ser verificado e informado a la Asamblea Nacional por la Defensoría del Pueblo del Ecuador en su informe anual de labores”. Artículo 4.- Añádase a continuación del párrafo de la disposición final única dada por Resolución Legislativa n.º 0, publicada en el Registro Oficial, Suplemento 653 de 21 de diciembre de 2015, la siguiente disposición al tenor del siguiente texto: “Disposición Final.- Hágase saber a la Corte Constitucional del contenido de la presente reforma parcial, en cumplimiento de los dictámenes 4-22- RC/22 y 7-22- RC/22 que habilitaron el tratamiento de la presente reforma parcial a la Constitución de la República, que entrará en vigencia a partir el día de su publicación en el Registro Oficial”. |

### Referéndum Constitucional
| N.º | Pregunta | Anexo |
| --- | --- | --- |
| B   | ¿Está usted de acuerdo con permitir la extradición de ecuatorianos, con las condiciones, requisitos, restricciones e impedimentos establecidos en la Constitución, los instrumentos internacionales y en la Ley, enmendando la Constitución y reformando las leyes, conforme el Anexo 1?                                                                                  | i. Enmiéndese la Constitución de la República del Ecuador, sustituyéndose su artículo 79 por el siguiente: “Art. 79.- La extradición se solicitará y se concederá de acuerdo con las condiciones, requisitos, restricciones e impedimentos establecidos en esta Constitución, los instrumentos internacionales de los que es parte el Ecuador y, en lo no regulado en aquéllos, por la Ley. La extradición se concederá por los jueces establecidos en la Ley, a solicitud de autoridad competente, por delitos tipificados como tales por la legislación ecuatoriana y con la condición de no aplicarse la pena de muerte y otras inhumanas, crueles o degradantes. No se concederá la extradición por delitos políticos y conexos, con la exclusión del terrorismo, los delitos contra la humanidad y otros establecidos en los convenios internacionales.” ii. Refórmese la Ley de Extradición, en lo siguiente: El Art. 4.- Deróguese. En el Art. 5, número 1, sustitúyase la palabra “extranjeros” por “personas”. |
| C   | ¿Está usted de acuerdo con el establecimiento de judicaturas especializadas en materia constitucional, tanto en primera como en segunda instancia, para el conocimiento de las garantías jurisdiccionales que les corresponda, enmendando la Constitución y reformando la Ley Orgánica de Garantías Jurisdiccionales y Control Constitucional, de acuerdo con el Anexo 2? | i. Enmiéndese el artículo 86, número 2, y número 3, inciso segundo, de la Constitución, para que diga lo que sigue: “Art. 86.- Las garantías jurisdiccionales se regirán, en general, por las siguientes disposiciones: 2. Será competente la jueza o juez constitucional especializado del lugar en el que se origina el acto o la omisión o donde se producen sus efectos. La jueza o juez que, pese a ser incompetente, admita a trámite y resuelva una garantía jurisdiccional, responderá administrativa y penalmente. Serán aplicables las siguientes normas de procedimiento […] 3. […] Las sentencias de primera instancia podrán ser apeladas ante la Sala Especializada de lo Constitucional de la Corte Provincial competente. Los procesos judiciales sólo finalizarán con la ejecución integral de la sentencia o resolución.” ii. Refórmese la Ley Orgánica de Garantías Jurisdiccionales y Control Constitucional, en lo que sigue: Sustitúyase el Art. 7 por el siguiente: “Art. 7.- Competencia.- En primera instancia, será competente la jueza o juez constitucional especializado del lugar en donde se origina el acto u omisión o donde se producen sus efectos. Cuando en la misma circunscripción territorial hubiere varias juezas o jueces constitucionales especializados competentes, la demanda se sorteará entre ellos. Estas acciones serán sorteadas de modo adecuado, preferente e inmediato. En caso de que se presente la demanda oralmente, se realizará el sorteo sólo con la identificación personal. En las acciones de habeas data y acceso a la información pública, se estará a lo dispuesto en esta ley. La jueza o juez que, por las reglas previstas en la Constitución y esta ley, sea incompetente para conocer las acciones previstas en este título deberá inadmitir la demanda mediante auto, que podrá ser apelado para ante la Sala Especializada de lo Constitucional de la Corte Provincial competente. La jueza o juez que, pese a ser incompetente, admita a trámite y resuelva una garantía jurisdiccional, responderá administrativa y penalmente. La jueza o juez constitucional especializado que, siendo competente, deba conocer las acciones previstas en este título no podrá inhibirse, sin perjuicio de la excusa o recusación a que hubiere lugar. La jueza o juez constitucional especializado de turno será competente cuando se presente una acción en días feriados o fuera del horario de atención de los otros juzgados.” Sustitúyase el Art. 24 por el siguiente: “ Art. 24.- Apelación.- Las partes podrán apelar en la misma audiencia o hasta tres días hábiles después de haber sido notificadas por escrito. La apelación será conocida por la Sala Especializada de lo Constitucional de la Corte Provincial; si hubiere más de una sala, se radicará por sorteo. La interposición del recurso no suspende la ejecución de la sentencia, cuando el apelante fuere la persona o entidad accionada. La Sala Especializada de lo Constitucional de la Corte Provincial avocará conocimiento y resolverá por el mérito del expediente en el término de ocho días. De considerarlo necesario, la jueza o juez podrá ordenar la práctica de elementos probatorios y convocar a audiencia, que deberá realizarse dentro de los siguientes ocho días hábiles; en estos casos, el término se suspende y corre a partir de la audiencia.” En el Art. 44, sustitúyanse los números 1 y 4, por los siguientes: “Art. 44.- Trámite.- En la acción de habeas corpus, en lo que no fueren aplicables las normas generales, seguirá el siguiente trámite: “1. La acción puede ser propuesta ante cualquier jueza o juez constitucional especializado del lugar donde se presuma o se conozca que está privada de libertad la persona. Cuando se desconozca el lugar de privación de libertad, se podrá presentar la acción ante la jueza o juez constitucional especializado del domicilio del accionante. En los casos de prisión preventiva, se seguirán las siguientes reglas para fijar la competencia del juez en primera instancia: a) Cuando la orden de privación de la libertad haya sido dispuesta por un juez de garantías penales, la acción se interpondrá ante cualquier jueza o juez constitucional especializado del lugar donde se la haya ordenado. b) Cuando la orden de privación de la libertad haya sido dispuesta por la Corte Provincial, la acción se presentará ante Sala Especializada de lo Constitucional de la Corte Provincial de Justicia del lugar donde se la haya ordenado. c) Cuando la orden de privación de la libertad haya sido dispuesta por la Corte Nacional de Justicia, la acción se presentará ante el Presidente de dicha Corte.” “4. En las acciones de habeas corpus presentadas contra privaciones de libertad no ordenadas en un proceso penal, el recurso de apelación será conocido y resuelto por la Sala Especializada de lo Constitucional de la Corte Provincial de Justicia. En los casos de prisión preventiva, para la interposición del recurso de apelación se seguirán las siguientes reglas: a) Contra la sentencia dictada por la jueza o juez constitucional especializado se podrá interponer recurso de apelación ante la Sala Especializada de lo Constitucional de la Corte Provincial de Justicia. b) Contra la sentencia dictada por la Sala Especializada de lo Constitucional de la Corte Provincial de Justicia se podrá interponer recurso de apelación ante el Presidente de la Corte Nacional de Justicia. c) Contra la sentencia dictada por el Presidente de la Corte Nacional de Justicia se podrá interponer recurso de apelación ante cualquiera de las Salas Especializadas que no haya ordenado la prisión preventiva.” Sustitúyase el Art. 48 por el siguiente: “Art. 48.- Normas especiales.- Para efectos de la presentación de la acción, la violación del derecho se entenderá ocurrida en el lugar en el que real o presuntamente se encuentra la información requerida. Si la información no consta en el archivo de la institución solicitada, la entidad pública deberá comunicar el lugar o archivo donde se encuentra la información solicitada. Será competente para conocer la acción la jueza o juez constitucional especializado del lugar en el que, real o presuntamente, se encuentre la información requerida, y deberá actuar conforme a lo establecido en la Constitución y la Ley que regula esta materia. El recurso de apelación se interpondrá ante la Sala Especializada de lo Constitucional de la Corte Provincial de Justicia del lugar en el que real o presuntamente, se encuentre la información requerida.” Sustitúyase el Art. 166 por el siguiente: “Art. 166.- Órganos de la administración de justicia constitucional.- La justicia constitucional comprende: 1. Los jueces constitucionales especializados de primera instancia. 2. Las Salas Especializadas de lo Constitucional de las Cortes Provinciales. 3. La Corte Nacional de Justicia, exclusivamente en lo relativo a las acciones de habeas corpus que le competa conocer. 4. La Corte Constitucional.” Sustitúyase el Art. 167 por el siguiente: “Art. 167.- Juezas y jueces constitucionales especializados de primer nivel.- Compete a las juezas y jueces constitucionales especializados de primer nivel conocer y resolver, en primera instancia,la acción de protección, hábeas corpus, hábeas data, acceso a la información pública y petición de medidas cautelares y ejercer control concreto en los términos establecidos en esta ley.” Sustitúyase el Art. 168 por el siguiente: “Art. 168.- Salas Especializadas de lo Constitucional de las Cortes Provinciales de Justicia.- Compete a las Cortes Provinciales: 1. Conocer y resolver los recursos de apelación que se interpongan en contra de los autos y las sentencias de las juezas y jueces constitucionales especializados de primera instancia respecto de las acciones de protección, habeas data y acción de acceso a la información. 2. Conocer las acciones de habeas corpus y los recursos de apelación de esa garantía jurisdiccional, en los casos previstos en esta ley. 3. y ejercer control concreto en los términos previstos en esta ley.” Sustitúyase el Art. 169 por el siguiente: “Art. 169.- Corte Nacional de Justicia.- Compete a la Corte Nacional de Justicia y, en lo que corresponda, a su Presidente: 1. Conocer y resolver los recursos de apelación de las acciones de habeas corpus, en los términos establecidos en esta ley. 2. Conocer las acciones de habeas corpus en los casos previstos en esta ley. 3. y ejercer control concreto en los términos previstos en esta ley.” Agréguense las siguientes disposiciones transitorias: “Decimoctava: Las presentes reformas legales entrarán en vigencia en el plazo de un año desde su publicación en el Registro Oficial. Decimonovena: Dentro del plazo mencionado en la disposición anterior, el Consejo de la Judicatura deberá organizar, a nivel nacional, el proceso de selección, mediante concurso de méritos y oposición, para designar a las y los jueces constitucionales especializados tanto deprimera instancia como los que integrarán las Salas Especializadas de lo Constitucional de las Cortes Provinciales. El concurso seguirá todas las reglas, etapas y procedimientos establecidos en el Código Orgánico de la Función Judicial. Las y los jueces nombrados formarán parte de la carrera judicial y gozarán, conforme la Constitución y la ley, de la estabilidad de la que gozan todos los jueces, y se someterán al control, vigilancia y disciplina del Consejo de la Judicatura. Mientras se nombran los jueces constitucionales especializados, las acciones de garantía jurisdiccional que se estén sustanciando y que se presenten en lo posterior, seguirán las reglas de competencia que estaban vigentes hasta antes de la publicación de las reformas a esta ley. Una vez nombrados los jueces constitucionales especializados, todas las acciones de garantía jurisdiccional que, a la fecha de su posesión en el cargo, hayan estado siendo resueltas por otros jueces, deberán concluir con las reglas procesales con las que iniciaron y en conocimiento de los jueces que las hayan estado resolviendo, incluyendo la etapa de ejecución, en los casos que corresponda. El Ministerio de Economía y Finanzas deberá destinar las partidas presupuestarias necesarias para el cumplimiento del mandato popular, de acuerdo con los requerimientos técnicos y financieros que realice el Consejo de la Judicatura.” |
| D   | ¿Está usted de acuerdo que el Estado ecuatoriano reconozca el arbitraje internacional como método para solucionar controversias en materia de inversión, contractuales o comerciales? | Sustitúyase el art. 422 de la Constitución de la República por el siguiente: “Art. 422.- El Estado ecuatoriano podrá celebrar tratados o suscribir instrumentos internacionales que contemplen reglas de solución de controversias mediante arbitraje internacional, ya fuere en controversias de inversión o de índole contractual o comercial, entre el Estado y personas naturales o jurídicas privadas; o en materias relacionadas con endeudamiento externo.” |
| E   | ¿Está usted de acuerdo con enmendar la Constitución de la República y reformar el Código de Trabajo para el contrato de trabajo a plazo fijo y por horas, cuando se celebre por primera vez entre el mismo empleador y trabajador, sin afectar los derechos adquiridos de los trabajadores, de acuerdo con el Anexo 4?                                                    | i. Sustituir el art. 327 de la Constitución de la República por el siguiente: “Art. 327.- La relación laboral entre personas trabajadoras y empleadoras será bilateral y directa. Se prohíbe toda forma de precarización, como la intermediación laboral y la tercerización en las actividades propias y habituales de la empresa o persona empleadora, o cualquier otra que afecte los derechos de las personas trabajadoras en forma individual o colectiva. El contrato a plazo fijo y por horas, cuando se celebre por primera vez entre el mismo empleador y trabajador, sin afectar los derechos adquiridos de los trabajadores, no constituyen formas de precarización laboral. El incumplimiento de obligaciones, el fraude, la simulación, y el enriquecimiento injusto en materia laboral se penalizarán y sancionarán de acuerdo con la ley.” ii. Sustituir el art. 14 del Código del Trabajo por el siguiente: “Art. 14.-Contrato tipo y excepciones.-El contrato individual de trabajo a tiempo indefinido es la modalidad típica de la contratación laboral estable o permanente, su extinción se producirá únicamente por las causas y los procedimientos establecidos en este Código. Se exceptúan de lo dispuesto en el inciso anterior: a) Los contratos a plazo fijo; b) Los contratos por horas; c) Los contratos por obra cierta, que no sean habituales en la actividad de la empresa o empleador; d) Los contratos eventuales, ocasionales y de temporada; e) Los de aprendizaje; y, f) Los demás que determine la ley.” Disposición General: Primera: En el plazo de 30 días el Ministerio del Trabajo emitirá los Acuerdos Ministeriales que regularán los contratos a plazo fijo y por horas.” |

### Consulta Popular
| N.º | Pregunta | Anexo |
| --- | --- | --- |
| F   | ¿Está usted de acuerdo con que las Fuerzas Armadas realicen control de armas, municiones, explosivos y accesorios, permanentemente, en las rutas, caminos, vías y corredores autorizados para el ingreso a los centros de rehabilitación social? | No tiene |
| G   | ¿Está usted de acuerdo con que se incrementen las penas de los delitos de: (i) terrorismo y su financiación, (ii) producción y tráfico ilícito de sustancias catalogadas sujetas a fiscalización, (iii) delincuencia organizada, (iv) asesinato, (v) sicariato, (vi) trata de personas, (vii) secuestro extorsivo, (viii) tráfico de armas, (ix) lavado de activos y (x) actividad ilícita de recursos mineros, reformando el Código Orgánico Integral Penal conforme el Anexo de la pregunta? | En caso de ser aprobada la presente pregunta, el Presidente de la República en el plazo máximo de 5 días posteriores a la publicación de los resultados, remitirá el proyecto de ley reformatoria al Código Orgánico Integral Penal - COIP que contenga las reformas para cumplir con lo establecido en esta pregunta. La Asamblea Nacional contará con el plazo máximo de 60 días para debatir y aprobar la reforma legal, conforme el trámite previsto en la ley de la materia. |
| H   | ¿Está usted de acuerdo con que las personas privadas de la libertad cumplan la totalidad de su pena dentro del centro de rehabilitación social en los delitos detallados en el Anexo de la pregunta, reformando el Código Orgánico Integral Penal conforme consta en el referido Anexo? | En caso de ser aprobada la presente pregunta, el Presidente de la República en el plazo máximo de 5 días posteriores a la publicación de los resultados, remitirá el proyecto de ley reformatoria al Código Orgánico Integral Penal -COIP que contenga las reformas para cumplir con lo establecido en esta pregunta. Los delitos objeto de la reforma, que se sumarán a los ya establecidos en los artículos 698 y 699 del COIP, serán: (i) financiación del terrorismo; (ii) reclutamiento de niños, niñas y adolescentes con fines delictivos; (iii) secuestro extorsivo; (iv) producción ilícita de sustancias catalogadas sujetas a fiscalización; (v) actividad ilícita de recursos mineros; (vi) armas de fuego, municiones y explosivos prohibidos o no autorizados; (vii) tenencia y porte no autorizado de armas; (viii) extorsión; (ix) revelación de identidad de agente encubierto, informante, testigo, persona protegida o funcionario judicial protegido; (x) tráfico de influencias; (xi) oferta de realizar tráfico de influencias; y, (xii) testaferrismo. La Asamblea Nacional contará con el plazo máximo de 60 días para debatir y aprobar la reforma legal. |
| I   | ¿Está usted de acuerdo con que se tipifique el delito de tenencia o porte de armas, municiones o componentes que son de uso privativo de las Fuerzas Armadas o la Policía Nacional, sin afectar a las armas de fuego permitidas para uso civil, reformando el Código Orgánico Integral Penal conforme el Anexo de la pregunta? | En caso de ser aprobada la presente pregunta, el Presidente de la República en el plazo máximo de 5 días posteriores a la publicación de los resultados, remitirá el proyecto de ley reformatoria al Código Orgánico Integral Penal -COIP que contenga las reformas para cumplir lo establecido en esta pregunta. La Asamblea Nacional contará con el plazo máximo de 60 días para debatir y aprobar la reforma legal, conforme el trámite previsto en la ley de la materia. |
| J   | ¿Está usted de acuerdo con que las armas, sus partes o piezas, explosivos, municiones o accesorios que fueron instrumentos u objeto material de un delito, puedan destinarse al uso inmediato de la Policía Nacional o las Fuerzas Armadas, reformando el Código Orgánico Integral Penal conforme el Anexo de la pregunta? | En caso de ser aprobada la presente pregunta, el Presidente de la República en el plazo máximo de 5 días posteriores a la publicación de los resultados, remitirá el proyecto de ley reformatoria al Código Orgánico Integral Penal -COIP que contenga las reformas para cumplir con lo establecido en esta pregunta. La Asamblea Nacional contará con el plazo máximo de 60 días para debatir y aprobar la reforma legal, conforme el trámite previsto en la ley de la materia. |
| K   | ¿Está usted de acuerdo con que el Estado proceda a ser el titular (propietario) de los bienes de origen ilícito o injustificado, simplificando el procedimiento de la Ley Orgánica de Extinción de Dominio, conforme el Anexo de la pregunta? | En caso de ser aprobada la presente pregunta, el Presidente de la República en el plazo máximo de 5 días posteriores a la publicación de los resultados, remitirá el proyecto de ley reformatoria a la Ley Orgánica de Extinción de Dominio que contenga las reformas para cumplir con lo establecido en esta pregunta. La Asamblea Nacional contará con el plazo máximo de 60 días para debatir y aprobar la reforma legal, conforme el trámite previsto en la ley de la materia. |

## Cronología
1. El 9 de febrero de 2024, el presidente Daniel Noboa emite los Decretos ejecutivos 162 y 163 por los cuales se convoca a consulta popular y referéndum, respectivamente.[13]
2. El 27 de febrero de 2024, el Consejo Nacional Electoral realiza la convocatoria a consulta popular y fija para el domingo 21 de abril el día del sufragio.
3. El 28 de febrero de 2024, el Consejo Nacional Electoral aprueba la papeleta electoral.[14]

## Campaña electoral
Se inscribieron diversas agrupaciones: partidos y movimientos políticos; así como entidades sin fin de lucro y organizaciones gubernamentales, para realizar campaña a favor o en contra de las preguntas de la consulta popular y referéndum. Las posturas que han presentado las diversas organizaciones políticas y sociales son las siguientes:
| Campaña por el Sí - Pueblo, Igualdad y Democracia - Avanza - Movimiento CREO - Movimiento AMIGO (preguntas 1, 2, 3, 6, 7, 8, 9, 10 y 11) - Confederación Intercultural de Pueblos y Nacionalidades del Ecuador Amaru | Campaña por el No - Pachakutik - Unidad Popular (preguntas 4 y 5) - Movimiento AMIGO (preguntas 4 y 5) - Partido Socialista Ecuatoriano (pregunta 5) - Unión Nacional de Educadores (preguntas 4 y 5) - Unión General de Trabajadores del Ecuador (preguntas 4 y 5) |

El Movimiento Construye (MC25), impulsor de la pregunta 4, y el Movimiento Democracia Sí (DSÍ), se inscribieron para hacer campaña a favor del Sí, pero no fueron calificados por el CNE. En el caso de MC25, la descalificación se dio por no presentar su informe económico anual, mientras que DSÍ no completó el proceso de inscripción de forma correcta. El Partido Sociedad Patriótica también se mostró a favor del Sí, pero debido a una sentencia judicial, se encuentra declarado en quiebra e insolvencia, por lo que está inhabilitado.
Por su parte, el gobierno de Daniel Noboa y sectores afines al oficialismo, han realizado campaña a favor de Sí, por cuenta propia, sin atenerse a las regulaciones de la función electoral. Es así que gran parte de la campaña por el Sí, ha evocado la imagen del presidente Noboa, haciendo proselitismo incluso antes del periodo estipulado por el CNE. El 8 de abril, el Puente de la Unidad Nacional, que conecta Guayaquil con Samborondón y Durán, amaneció lleno de carteles con la imagen de Noboa, promoviendo el Sí. Ante las múltiples denuncias de la ciudadanía a través de las redes sociales, el gobierno retiró dicha publicidad dos días después. El propio presidente Noboa, realizó campaña anticipada a favor del Sí, en varios actos oficiales, siendo esto justificado por la presidenta del CNE, Diana Atamaint, a pesar de estar prohibido por el artículo 278 del Código de la Democracia.
Al contrario, cuando el 17 de abril, estudiantes de la Universidad Central del Ecuador realizaron un plantón en los exteriores del recinto universitario para impulsar el No en la consulta popular, fueron reprimidos por la Policía Nacional, la cual dispersó la manifestación usando gas pimienta.

## Resultados
|  | 72.24 % |

|  | 27.76 % |

|  | 64.34 % |

|  | 35.66 % |

|  | 59.92 % |

|  | 40.08 % |

|  | 34.84 % |

|  | 65.16 % |

|  | 30.50 % |

|  | 69.50 % |

|  | 69.66 % |

|  | 30.34 % |

|  | 67.34 % |

|  | 32.66 % |

|  | 66.69 % |

|  | 33.31 % |

|  | 63.90 % |

|  | 36.10 % |

|  | 64.06 % |

|  | 35.94 % |

|  | 61.00 % |

|  | 39.00 % |

### Resultados por Provincias
|  | 63.08 % |

|  | 36.92 % |

|  | 56.60 % |

|  | 43.40 % |

|  | 61.87 % |

|  | 38.13 % |

|  | 59.79 % |

|  | 40.21 % |

|  | 60.67 % |

|  | 39.33 % |

|  | 53.15 % |

|  | 46.85 % |

|  | 62.01 % |

|  | 37.99 % |

|  | 59.24 % |

|  | 40.76 % |

|  | 69.26 % |

|  | 30.74 % |

|  | 61.70 % |

|  | 38.30 % |

|  | 52.98 % |

|  | 47.02 % |

|  | 66.03 % |

|  | 33.97 % |

|  | 55.86 % |

|  | 44.14 % |

|  | 49.22 % |

|  | 50.78 % |

|  | 55.42 % |

|  | 44.58 % |

|  | 61.75 % |

|  | 38.25 % |

|  | 62.98 % |

|  | 37.02 % |

|  | 61.44 % |

|  | 38.56 % |

|  | 48.06 % |

|  | 51.94 % |

|  | 57.81 % |

|  | 42.19 % |

|  | 62.73 % |

|  | 37.27 % |

|  | 42.60 % |

|  | 57.40 % |

|  | 70.39 % |

|  | 29.61 % |

|  | 63.60 % |

|  | 36.40 % |

|  | 100 % |